# Le Tilleul
Le Tilleul é uma comuna francesa na região administrativa da Normandia, no departamento de Sena Marítimo. Estende-se por uma área de 6,27 km². Em 2010 a comuna tinha 697 habitantes (densidade: 111,2 hab./km²).